# Kadíivka
Kadíivka (en ucraïnès: Кадіївка, en rus: Кадиевка, Kadievka, Стаханов, Stàkhanov), és una ciutat de l'óblast de Luhansk a Ucraïna, situada actualment a zona autoproclamada República Popular de Luhansk de la Rússia. La seva població és d'aproximadament 73.702 (2021).

## Nom
Abans de 1937 la ciutat era coneguda com Kadíivka. De 1937 a 1940 la ciutat va rebre el nom de Sergo en honor a Sergo Ordjonikidze, i després de 1940 a 1978 la ciutat va tornar a ser coneguda com a Kadíivka.
El 15 de febrer de 1978 la ciutat va rebre el nom del miner soviètic Aleksei Stakhànov, que va començar la seva carrera allà.
Des del 2014, la ciutat ha estat ocupada per tropes de milícies recolzades per Rússia com a part de l'autoproclamada República Popular de Luhansk (LPR). Encara que Ucraïna no controla el territori de LPR, és reconeguda internacionalment com a part d'Ucraïna per la majoria dels estats membres de les Nacions Unides, excepte Rússia.
El 12 de maig de 2016, la Rada Suprema d'Ucraïna dins del procés de descomunització va canviar el seu nom legal a Kadíivka.

## Història
A la ciutat s'ha publicat un diari local des de setembre de 1930.
Kadíivka és una ciutat des de 1932.
Durant la Segona Guerra Mundial, la ciutat va ser ocupada per les tropes alemanyes des del juliol de 1942 fins al setembre de 1943. Un camp de treball soviètic per a presoners de guerra alemanys va funcionar a Kadíivka durant la Segona Guerra Mundial.
El 1985, la ciutat va rebre l'Ordre de la Bandera Roja del Treball.
El gener de 1989, la població era de 112.023 persones, mentre que les empreses industrials més grans eren les mines de carbó, les obres de construcció d'un vagó de ferrocarril, la planta de ferroaliatges i una planta química de coc.
El 1991, la població era de 112.700 persones.
El 2013, la població era de 77.593 persones.

### Ocupació separatista prorussa (2014-present)
A partir de mitjans d'abril de 2014, les forces prorusses van capturar diverses ciutats de l'óblast de Donetsk; es van fer càrrec de Kadíivka el 2 de maig de 2014.
Segons els informes del 16 de setembre de 2014, la ciutat, que havia estat ocupada pels cosacs de Don, afiliats a la República Popular de Luhansk, es va separar de la LPR el 14 de setembre. Es deia que allà els cosacs del Don van proclamar la República de Kadíivka, i que ara un "govern cosac" governava a Kadíivka. No obstant això, l'endemà es va afirmar que això era una invenció, i un líder sense nom dels cosacs de Don va declarar que la reunió del 14 de setembre havia donat com a resultat, de fet, 12.000 cosacs voluntaris per unir-se a les forces de l'LPR.
L'octubre de 2015, l'Missió Especial de Supervisió de l'OSCE a Ucraïna va obrir una base de patrulla avançada a la ciutat, la qual cosa significa que un petit nombre de monitors internacionals s'hi trobaven permanentment.
El 10 de juny de 2022 o poc abans, l'exèrcit ucraïnès va destruir una base del Grup Wagner situada a l'estadi Stakhànov. Un soldat de Wagner va sobreviure mentre 22 o més van ser assassinats. Rússia no va confirmar immediatament aquest informe. L'11 de desembre de 2022, van sorgir informes d'una nova vaga contra mercenaris del grup Wagner a Kadíivka, a un hotel.

## Transport
Antigament, la ciutat disposava de transport elèctric urbà en forma de tramvies i trolebusos. El trànsit de tramvia es va obrir el 15 de febrer de 1937 i el de trolebús l'1 de març de 1970. El trànsit de tramvia es va tancar l'11 de novembre de 2007 i el de trolebusos es va tancar el 31 d'agost de 2011, mentre que en altres llocs es va informar que va ser suspès l'11 de setembre de 2008, amb els seus trolebusos LAZ més nous comprats per Antratsit. Amb el pas dels anys, el nombre de tramvies va anar disminuint de 38 el 1973 a 4 el 2007, dels quals només 2 circularien.

## Demografia
Segons el cens d'Ucraïna de 2001:
Ètnia
- Ucraïnesos: 46,1%
- Russos: 50,1%
- Belarussos: 1%
- Altres: 2,9%

Llengua
- Rus: 85,3%
- Ucraïnès: 13,0%
- Belarús: 0,1%
- Armeni: 0,1%

## Ajuntament de la ciutat
El municipi de Kadíivka també inclou dues ciutats més:
- Almàznaia
- Írmino

## Persones notables
Les persones notables que van néixer o van viure a Kadíivka inclouen:
- Grisha Filipov (1919–1994), política búlgara